# Lars Albert
Lars Albert (ur. 9 lutego 1982 w Saarbrücken) – niemiecki lekkoatleta, wieloboista.

## Osiągnięcia
- srebrny medal Mistrzostw Europy Juniorów w Lekkoatletyce (dziesięciobój Grosseto 2001)
- 3 tytuły mistrza Niemiec (stadion – 2006 & 2007, hala – 2011)

## Rekordy życiowe
- dziesięciobój lekkoatletyczny – 7933 pkt (2008)
- siedmiobój lekkoatletyczny (hala) – 5777 pkt (2011)